# Svaz vyhnanců
Svaz vyhnanců (německy Bund der Vertriebenen (zkr. BdV) je zastřešující organizace německých spolků po druhé světové válce odsunutých etnických Němců z Východu. Má právní formu zapsaného společenstva. Vznáší nárok, aby byly vyslyšeny zájmy Němců postižených útěkem, vysídlením, a vyhnáním, nezávisle na členství. Předsedkyní spolku byla od roku 1998 do listopadu 2014 křesťansko-demokratická politička Erika Steinbachová. Novým předsedou byl zvolen v listopadu roku 2014 Bernd Fabritius.

## Prezidenti
- Georg Manteuffel-Szoege (CSU) a Linus Kather jako spolupředsedající (1957–1959)
- Hans Krüger (CDU) (1959–1963)
- Wenzel Jaksch (SPD) (1964–1966)
- Reinhold Rehs (SPD, od 1969 CDU) (1967–1970)
- Herbert Czaja (CDU) (1970–1994)
- Fritz Wittmann (CSU) (1994–1998)
- Erika Steinbach (CDU) (1998–2014)
- Bernd Fabritius (od 2014)

## Členské spolky
- Německo-baltská společnost, z. s.
- Německý šumavský spolek, z. s.
- Krajanské sdružení banátských Švábů, z. s.
- Krajanské sdružení východní Braniborsko-Nová marka, z. s.
- Besarabskoněmecký spolek, z. s.
- Krajanské sdružení bukovinských Němců (Bukovina), z. s.
- Svaz Gdaňčanů, z. s.
- Krajanské sdružení dunajských Švábů (spolkový spolek), z. s.
- Karpatoněmecké krajanské sdružení Slovensko, z. s.
- Krajanské sdružení Němců z Litvy, z. s.
- Krajanské sdružení Hornoslezanů (spolkový spolek), z. s.
- Krajanské sdružení Východní Prusko, z. s.
- Pomořanské krajanské sdružení, z. s.
- Krajanské sdružení Němců z Ruska, z. s.
- Krajanské sdružení satmárských Švábů v SRN, z. s.
- Krajanské sdružení Slezsko – Dolní a Horní Slezsko, z. s.
- Spolek sedmihradských Sasů v Německu, z. s.
- Sudetoněmecké krajanské sdružení (spolkový spolek), z. s.
- Krajanské sdružení Němců z Maďarska, z. s.
- Krajanské sdružení Visla-Warta (spolkový spolek), z. s.
- Krajanské sdružení Západní Prusko, z. s.

Krajanské sdružení dobrudžských a bulharských Němců, z. s., ukončilo svoji činnost na podzim 2009 a jeho členové přešli do Besarabskoněmeckého spolku.